# منية الجيد
قرية منية الجيد هي إحدى القرى التابعة لمركز ببا في محافظة بني سويف في جمهورية مصر العربية. حسب إحصاءات سنة 2006، بلغ إجمالي السكان في منية الجيد 3436 نسمة، منهم 1765 رجل و1671 امرأة.